# Christian Muermans
Christian Muermans (* 9. März 1909 in  Bilzen; † 16. Februar 1945 im KZ Mittelbau-Dora) war ein belgischer römisch-katholischer Geistlicher, Dehonianer und Märtyrer.

## Leben
Christian Muermans wurde in Hees (heute Ortschaft der Gemeinde Bilzen), an der Grenze zu den Niederlanden und zu Maastricht, geboren. Er trat 1929 bei den Dehonianern ein und wurde in den 1930er-Jahren zum Priester geweiht. Dann unterrichtete er in Tervuren und Auderghem/Oudergem.
Wegen Widerstandsaktivitäten wurde er am 7. März 1944 verhaftet und kam über die Gefängnisse Saint-Gilles/Sint-Gillis und Antwerpen in das KZ Buchenwald und von dort in das KZ-Außenlager Harzungen und in das KZ-Außenlager Ellrich-Juliushütte. Er starb am 16. Februar im KZ Mittelbau-Dora im Alter von 35 Jahren.